# Corgatha griseicosta
Corgatha griseicosta är en fjärilsart som beskrevs av Holloway 1976. Corgatha griseicosta ingår i släktet Corgatha och familjen nattflyn. Inga underarter finns listade i Catalogue of Life.